# Unbisepti
Unbisepti là nguyên tố số 127 trong bảng tuần hoàn nguyên tố.Hiện người ta chưa có thử nghiệm nào về nguyên tố này.
Năm 1978, đã có một nỗ lực tổng hợp không thành công tại UNILAC Darmstadt bằng cách bắn phá tantalum bằng các ion xenon:
nat
73Ta
 + 136
54Xe
 → 316,317
Ubs
* → không nguyên tử
Trong bảng tuần hoàn, nó đứng giữa 126Unbihexium và 128Unbioctium.
Vì không có đồng vị tự nhiên của nguyên tố này, nên nó sẽ phải được tạo ra một cách nhân tạo (tổng hợp) bằng các phản ứng hạt nhân. Tên này là tạm thời và có nguồn gốc từ số thứ tự. Unbiseptium có thể là nguyên tố thứ bảy sở hữu một quỹ đạo g, lấp đầy lớp vỏ thứ năm với bảy electron bổ sung. Trong bảng tuần hoàn mở rộng, nó thuộc về transactinoids (trong bảng tuần hoàn "bình thường", nó không được hiển thị).